# Зброя Третього Рейху з реактивними і ракетними рушіями
Зброя Третього Рейху з реактивними і ракетними рушіями — була розроблена переважно впродовж 1940–1945 років і мала істотний вплив на розвиток аналогічної техніки в СРСР, США, Великій Британії, Франції у післявоєнний період. Було розроблено доволі значну кількість моделей літаків, що перевершували тогочасні поршневі літаки, ракет, що не мали тоді аналогів, але не дійшли до серійного виробництва і переважно забулись до нашого часу.

## Реактивна техніка
|    |                         |                          |                        |                                             |                  |                                    |                                                                                             | |  |
| №  | Назва                   | Розробник                | Виробник               | Рушій                                       | Початок розробки | Перші тести                        | Статус                                                                                      | Аналоги |  |
| 1  | Heinkel HeS 3           | Ганс фон Огайн           | Heinkel                | Повітряно-реактивний двигун                 | 1937             | 1938                               | 27 серпня 1939 1св політ літака He 178 з ПРД                                                | |  |
| 2  | BMW 003                 | Германн Остріх           | BMW                    | Повітряно-реактивний двигун                 | 1939             | середина 1941                      | серпень 1944 початок серійного виробництва, 100 екз. щомісячно                              | Ishikawajima Ne-20 (Японія, 1944) ТРД РД-20/21 (СРСР, 1946)                                                              |  |
| 3  | Junkers Jumo 004        | Анзельм Франц            | Junkers                | Повітряно-реактивний двигун                 | 1940             | березень 1942                      | 1св серійний повітряно-реактивний двигун лютий 1944 — березень 1945 вироблено 6010 Jumo 004 | РД-10 (СРСР, 1946) |  |
| 4  | Argus As 014            | Пауль Шмідт              | Argus Motoren          | Пульсуючий повітряно-реактивний двигун      | 1928             | 1938                               | з 1942 на Фау-1                                                                             | |  |
| 5  | HeS 011                 | Ганс фон Огайн           | Heinkel                | Повітряно-реактивний багатоконтурний двигун | початок 1944     |                                    | не вийшов за стадію тестів                                                                  | |  |
| 6  | Henschel Hs 132         |                          | Henschel-Werke         | 1×BMW 003 1×Jumo 004                        | початок 1944     | червень 1945 (план)                | прототипи не випробовувались                                                                | |  |
| 7  | Messerschmitt Me 262    | Вольдемар Фойгт          | Messerschmitt          | 2×Junkers Jumo 004                          | 1938             | 18.04.1941 18.07.1942 перший політ | 1св реактивний серійний винищувач 1943/45 — 1433 екз.                                       | S-92 (1946, Чехословаччина) Су-9 (СРСР, 1946)                                                                            |  |
| 8  | Messerschmitt Me 328    |                          | Messerschmitt          | 2×Argus As 014                              | вересень 1941    | 03.08.1942                         | 1942 політ планера літака вересень 1943 закрито проект                                      | |  |
| 9  | Messerschmitt P.1101    |                          | Messerschmitt          | 1×HeS-011 1×Jumo-004                        | середина 1944    | квітень 1945 (план)                | захоплений американцями до випробовувань                                                    | Bell X-5(США, 1951) 1св літак зі змінюваною стрілоподібністю крила                                                       |  |
| 10 | Messerschmitt P.1099    |                          | Messerschmitt          | 2xJunkers Jumo 004 °C                       | лютий 1944       |                                    | проект                                                                                      | |  |
| 11 | Messerschmitt P.1110    |                          | Messerschmitt          | 1×HeS-011                                   | 1944             |                                    | проект на рівні креслень                                                                    | |  |
| 12 | Arado Ar 234 Blitz      |                          | Arado Flugzeugwerke    | 2×Junkers Jumo 004                          | 1941             | 30 липня 1943                      | з літа 1944 використовували як розвідувальний літак з грудня 1944 як бомбардувальник        | 1св серійний реактивний бомбардувальник 1св реактивний бомбардувальник, що узяв участь у боях                            |  |
| 13 | Arado E.555             | Вольфанг Лауте           | Arado Flugzeugwerke    | 6-8× BMW 003 4×HeS 011 2-3×BMW 018          | грудень 1943     |                                    | 22 грудня 1944 закрито на стадії проектування                                               | |  |
| 14 | Blohm & Voss P 212      |                          | Blohm + Voss           | 1×HeS 011                                   | листопад 1944    | листопад 1945 (план)               | проект вибув з конкурсу                                                                     | |  |
| 15 | Focke-Wulf P VII        | Курт Танк                | Focke-Wulf             | 1×Heinkel HeS 011                           | березень 1943    |                                    | повномасштабний макет березень 1944                                                         | de Havilland Vampire |  |
| 16 | Focke-Wulf Ta 183       | Ганс Мультгооп Курт Танк | Focke-Wulf             | 1×Heinkel-Hirth HeS 109–011 A-0             | кінець 1942      | травень-червень 1945 (план)        | 1св літак з ПРД в середині фюзеляжу                                                         | МіГ-9 СРСР, 1946 МіГ-15 1947 Ла-15 СРСР, 1948 [[North American F-86 Sabre\|F-86 США, 1948 FMA I.Ae. 33]] Аргентина, 1950 |  |
| 17 | Heinkel He 162          |                          | Heinkel                | 1×BMW 003                                   | вересень 1944    | 6 грудня 1944                      | Найшвидший літак війни                                                                      | |  |
| 18 | Heinkel He 178          | Ернст Гайнкель           | Heinkel                | Heinkel HeS 3                               | 1938             | 27 серпня 1939                     | 1св літак з ПРД                                                                             | |  |
| 19 | Heinkel He 280          |                          | Heinkel                | 2×BMW 003 Argus As-014 HeS-8-A              | 1939             | 30 березня 1941                    | 1св двомоторний реактивний літак, реактивний винищувач                                      | |  |
| 20 | Heinkel He 343          |                          | Heinkel                | 4×Heinkel HeS 011                           | 1944             |                                    | влітку 1944 проект зупинено                                                                 | Іл-22 СРСР 1947 |  |
| 21 | Heinkel P. 1078         |                          | Heinkel                | 1×Heinkel HeS 011                           | листопад 1944    |                                    | у лютому 1945 відхилено на стадії проекту                                                   | |  |
| 22 | Junkers Ju 287          | Гайріх Гертел Ганс Воке  | Junkers                | 4×Junkers Jumo 004 B-1                      | межа 1942/43     | 8 серпня 1944                      | 1св реактивний бомбардувальник із зворотньою стріловидністю крила                           | ОКБ-1 ЕФ-131, ЕФ-141 |  |
| 23 | Junkers EF 128          |                          | Junkers                | Heinkel HeS 011                             | 1944             | літо 1945                          | переможець конкурсу винищувача до 1000 км/год                                               | |  |
| 24 | Fieseler Fi 103 (Фау-1) | Роберт Люссер            | Gerhard-Fieseler-Werke | 1×Argus As 014                              | 21 грудня 1932   | 24 грудня 1942                     | 1св крилата ракета 13.06.1944-29.03.1945 запущено близько 12.000 Фау-1                      | 10Х СРСР 1945 Republic-Ford JB-2 CIF 1944                                                                                |  |
|    |                         |                          |                        |                                             |                  |                                    |                                                                                             | |  |

- 1св — перший у світі

### 

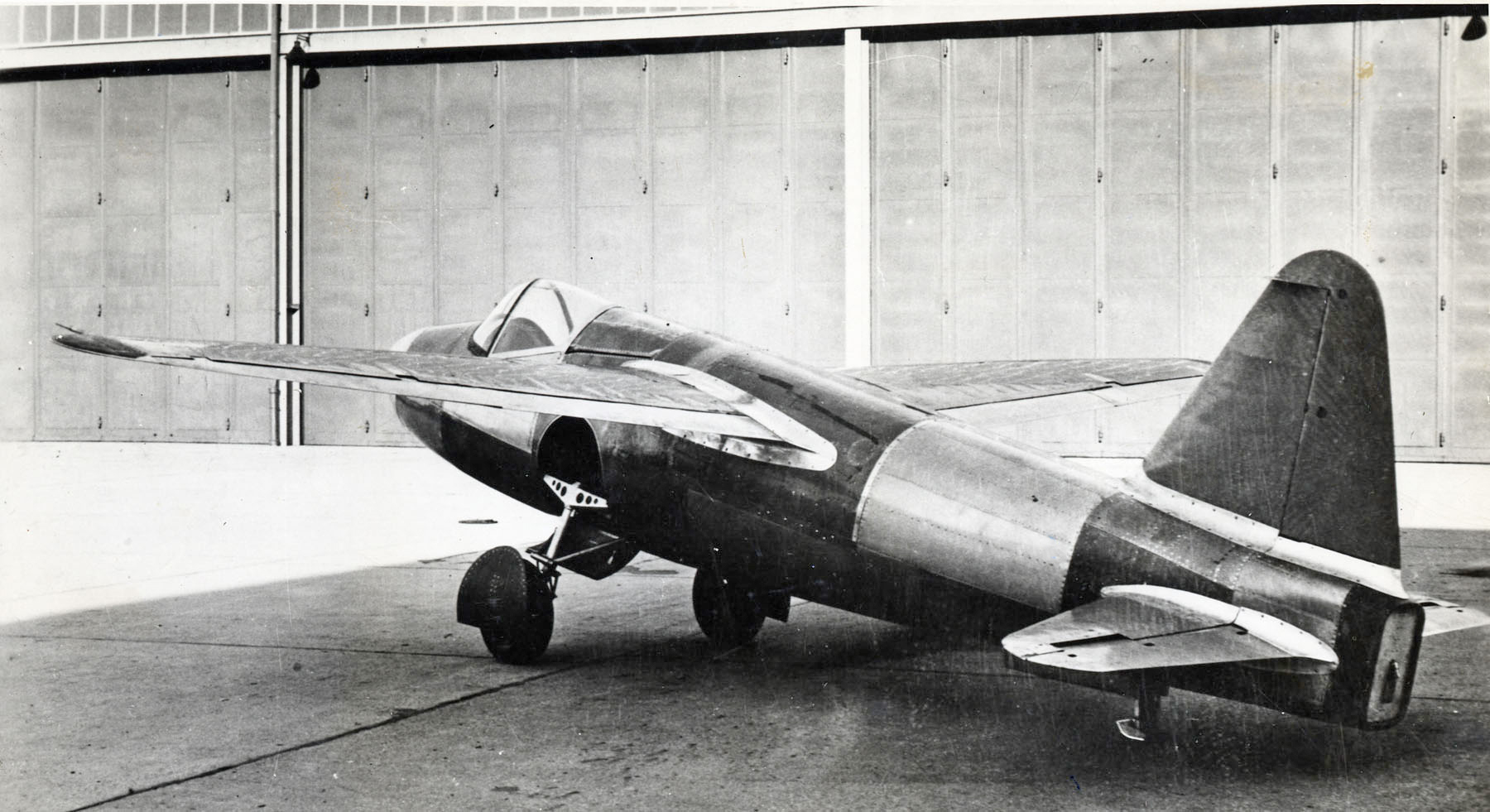
Heinkel He 178 перший у світі реактивний літак
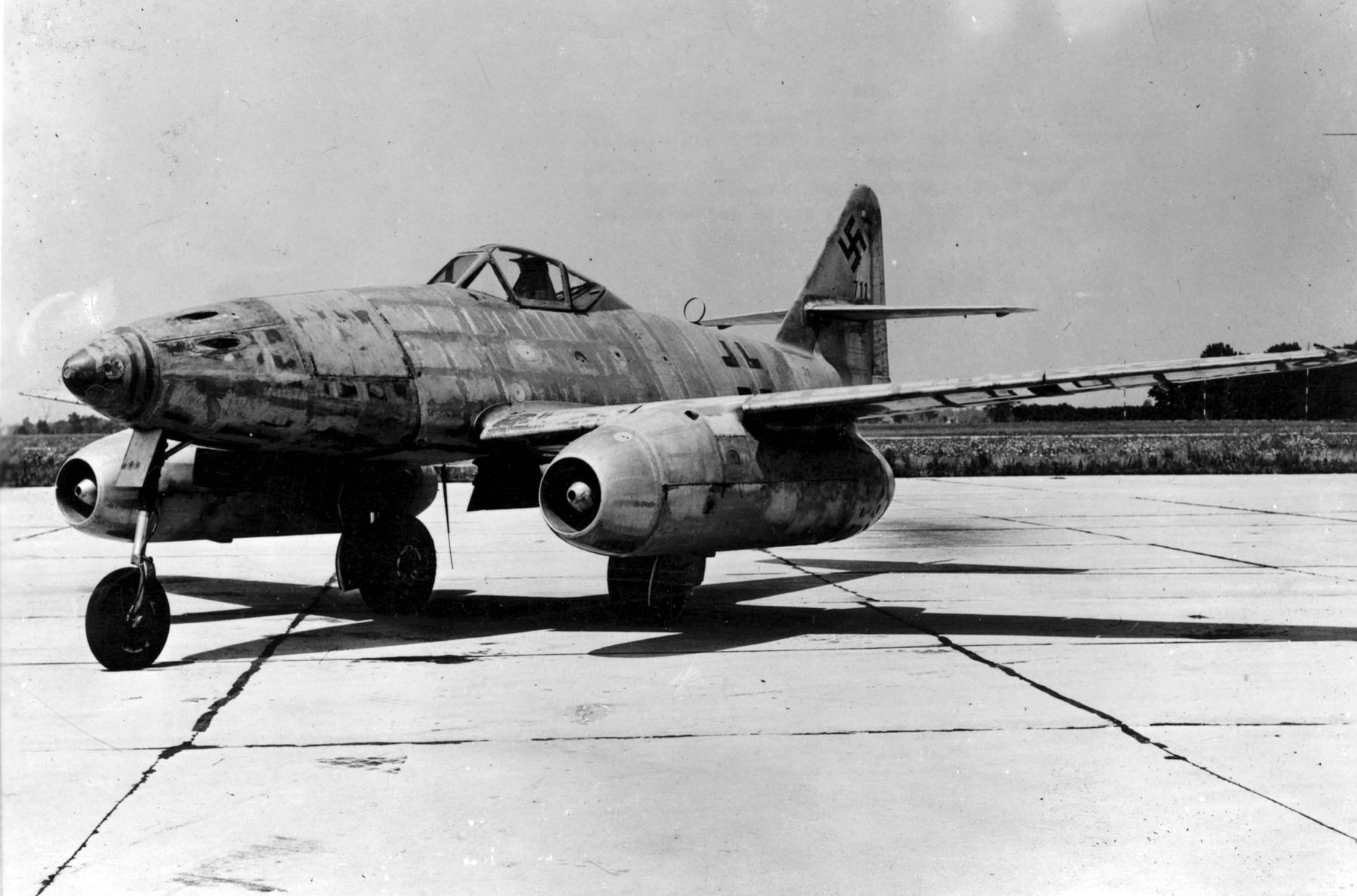
Messerschmitt Me 262 перший у світі серійний реактивний винищувач
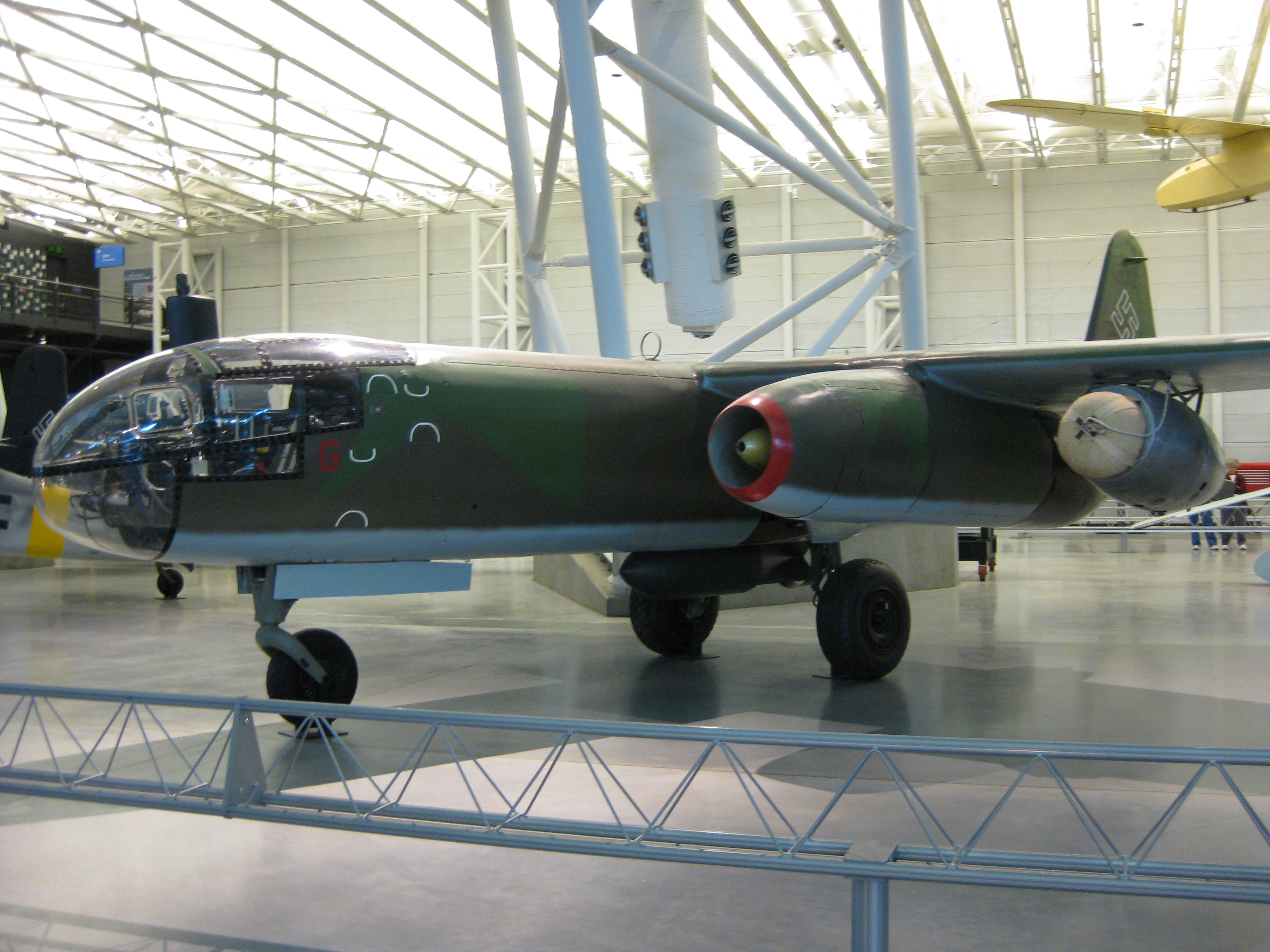
Arado Ar 234 Blitz перший у світі реактивний бомбардувальник
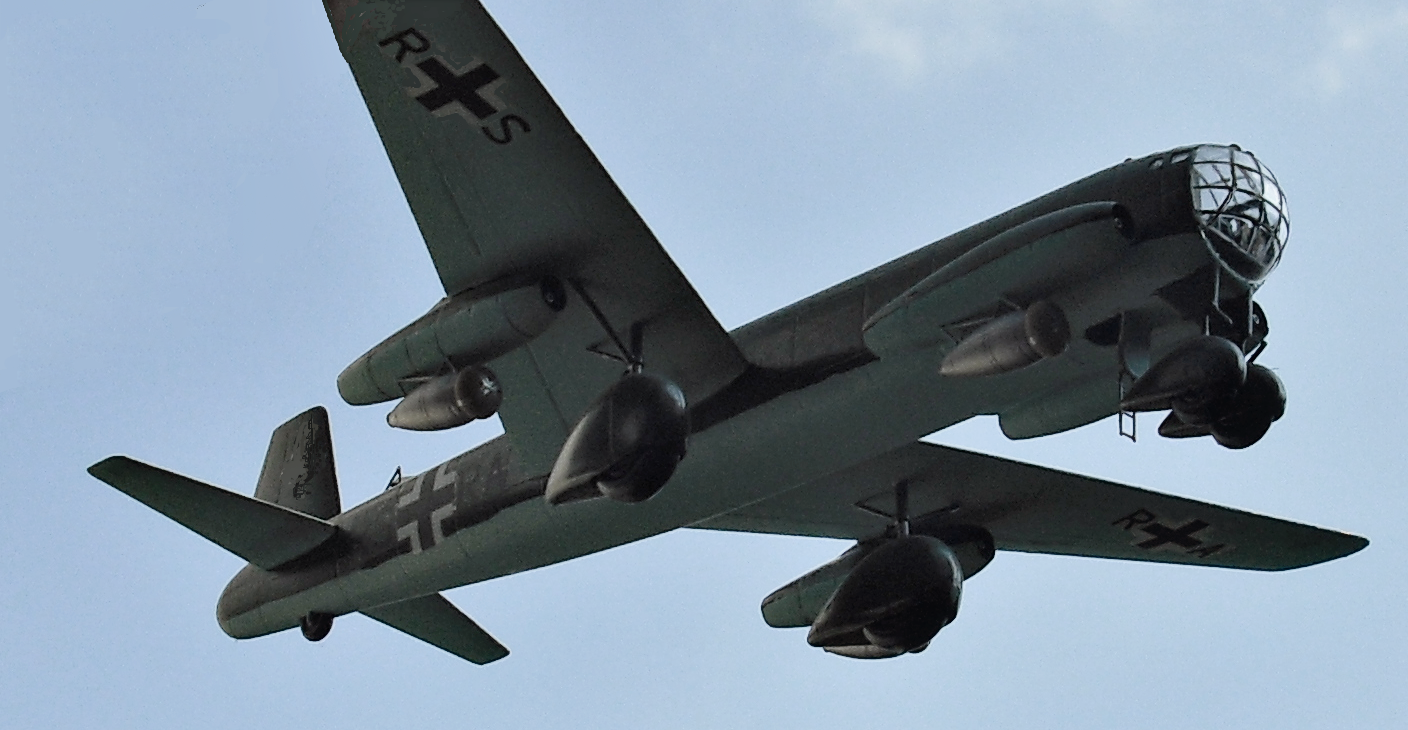
Junkers Ju 287 перший у світі реактивний бомбардувальник із зворотною стріловидністю крил
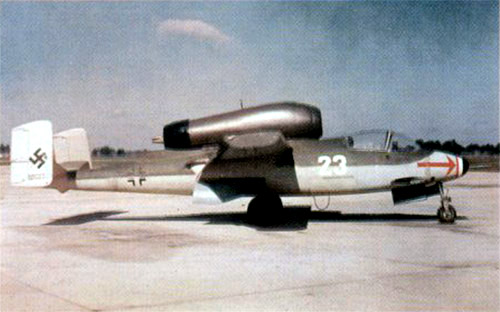
Heinkel He162 найшвидший літак війни
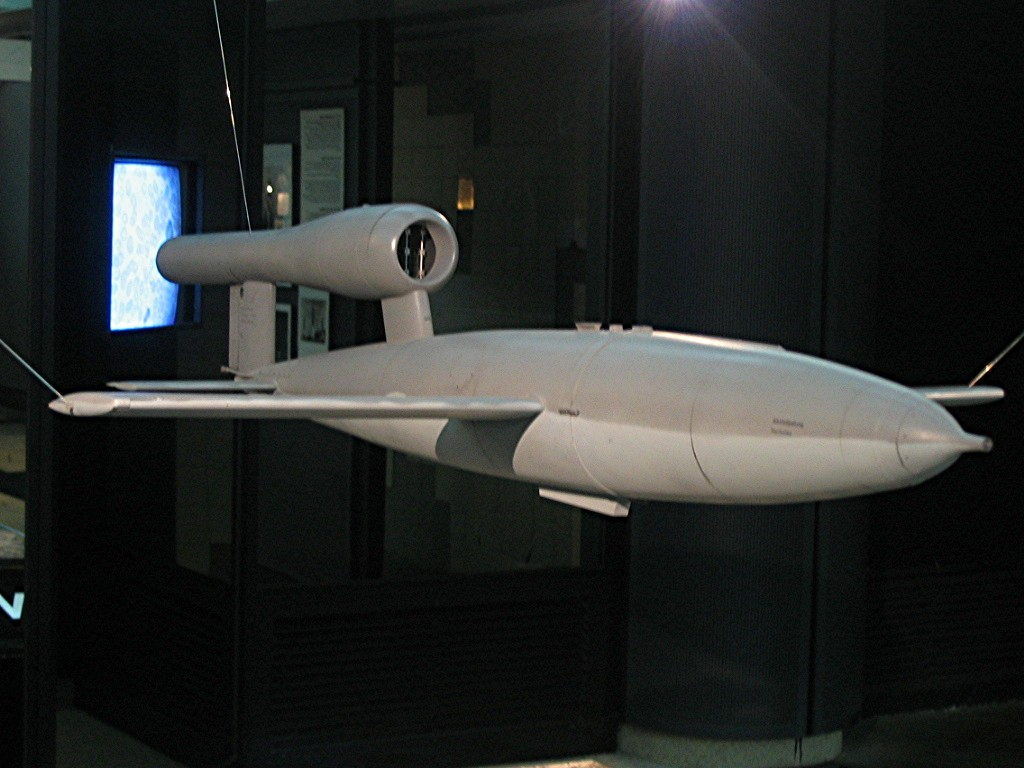
Fieseler Fi 103 (V-1) перша у світі крилата ракета

## Ракетна техніка
|    |                               |                                                |                                     |                                   |                  |                | |                                                             |  |
| №  | Назва                         | Розробник                                      | Виробник                            | Рушій                             | Початок розробки | Перші тести    | Статус | Аналоги                                                     |  |
| 1  | Walter R 1-203                | Гельмут Вальтер                                | Ingenieurbüro Hellmuth Walter       | Ракетний двигун                   | 1936             | 20 червня 1939 | двигун першого ракетного літака                                                                                 |                                                             |  |
| 2  | Walter HWK 109–509            | Гельмут Вальтер                                | Ingenieurbüro Hellmuth Walter       | Ракетний двигун                   |                  | 1943           | Перша серійна модель А0 травень 1943                                                                            |                                                             |  |
| 3  | Arado E.381                   |                                                | Arado Flugzeugwerke                 | 1×Walter HWK 109–509              | грудень 1944     |                | не вийшов за стан концепції                                                                                     |                                                             |  |
| 4  | Heinkel He 176                | Ернст Гайнкель                                 | Heinkel                             | 1×Walter R 1-203                  | 1938             | 20 червня 1939 | 1св політ ракетного літака                                                                                      |                                                             |  |
| 5  | Messerschmitt Me.163 Komet    | Александр Ліппіш                               | Messerschmitt                       | 1×Walter HWK 109-509A-2           | 1940             | 8 серпня 1941  | 1св 2 жовтня 1941 перевищив 1000 км/год                                                                         | Mitsubishi J8M Японія 1945                                  |  |
| 6  | Enzian                        |                                                | Messerschmitt                       | 1×Walter HWK 109-509A-2           | 1944             | серпень 1944   | керована за допомогою радіосигналів, ІЧ-випромінювання                                                          |                                                             |  |
| 7  | Bachem Ba 349 Natter          | [[Wilhelm Fucks\|Еріх Бахем Вільгельма Фукса]] | Bachem                              | 1×Walter HWK 109–509 A-2          | літо 1944        | 1 березня 1945 | 1св старт пілотованої ракети                                                                                    |                                                             |  |
| 8  | Wasserfall                    | Вернер фон Браун Вальтер Дорнбергер            | Elektromechanische Werke Karlshagen | рідкопаливний ракетний двигун     | 1941/43          | 29 лютого 1944 | серійне виробництво не розпочалось                                                                              | Р-101 1946 Р-11 1950 Р-11ФМ СРСР, Hermes A-1\|en}} 1950 США |  |
| 9  | Henschel Hs 117 Schmetterling | Герберт Вагнер                                 | Henschel                            | рідкопаливний ракетний двигун     | 1943             | травень 1944   | серійне виробництво з грудня 1944 січень 1945 проект закрито через брак ресурсів                                |                                                             |  |
| 10 | Feuerlilie F 55               |                                                | Rheinmetall                         | Rheinmetall 109–505/515           | 1940             | 12 травня 1944 | проект закрито у січні 1945                                                                                     |                                                             |  |
| 11 | Rheintochter                  |                                                | Rheinmetall                         | твердопаливний ракетний двигун    | 1941             | осінь 1943     | 6 лютого 1945 проект закрито 1св 2-ступенева ЗНР 1св схема «качка» стабілізаторів 1св дві твердопаливні ступені |                                                             |  |
| 12 | Rheinbote                     |                                                | Rheinmetall                         | твердопаливний ракетний двигун    | 1943             | листопад 1944  | у листопаді 1944 запущено 220 ракет по Антверпену                                                               |                                                             |  |
| 13 | Taifun                        |                                                | Elektromechanische Werke Karlshagen | рідкопаливний ракетний двигун     | початок 1944     | 13 січня 1945  | березень 1945 замовлення серійного виробництва (план)                                                           |                                                             |  |
| 14 | Fliegerfaust                  |                                                | HASAG                               | твердопаливний ракетний двигун    | січень 1945      | березень 1945  | серійне виробництво не розпочалось                                                                              |                                                             |  |
| 15 | Aggregat 1                    | Вернер фон Браун Вальтер Дорнбергер            |                                     | рідкопаливний ракетний двигун     | 1933             |                | 1933 вибухнула при старті                                                                                       |                                                             |  |
| 16 | Aggregat 2                    | Вернер фон Браун                               |                                     | рідкопаливний ракетний двигун     | 19 грудня 1934   | 20 грудня 1934 | два вдалі старти                                                                                                |                                                             |  |
| 17 | Aggregat 3                    | Вернер фон Браун                               | Heeresversuchsanstalt Peenemünde    | рідкопаливний ракетний двигун     | лютий 1936       | грудень 1937   | проект закрито грудні 1937 для проектування А5                                                                  |                                                             |  |
| 18 | Aggregat-4 (Фау-2)            | Вернер фон Браун                               | Heeresversuchsanstalt Peenemünde    | рідкопаливний ракетний двигун EMW | 1937             | 13 червня 1942 | 1св балістична ракета 7 вересня 1944 — 27 березня 1945                                                          | Redstone CIF 1950 Р-1 СРСР 1948                             |  |
| 19 | Aggregat 4b                   | Вернер фон Браун                               | Heeresversuchsanstalt Peenemünde    | рідкопаливний ракетний двигун EMW |                  | 24 січня 1945  | модифікація А4 проект закрито у січні 1945                                                                      |                                                             |  |
| 20 | Aggregat 5                    | Вернер фон Браун                               | Heeresversuchsanstalt Peenemünde    | рідкопаливний ракетний двигун EMW | весна 1938       | літо 1938      | у жовтні 1939 після випробувань переходу у балістичну траєкторію проект закрито                                 |                                                             |  |
| 21 | Aggregat 6                    | Вернер фон Браун                               | Heeresversuchsanstalt Peenemünde    | рідкопаливний ракетний двигун EMW | 1944/45          |                | модифікація А4 у розвідувальний літак проект не реалізовано                                                     | SM-64 Navaho                                                |  |
| 22 | Aggregat 7                    | Вернер фон Браун                               | Heeresversuchsanstalt Peenemünde    | рідкопаливний ракетний двигун EMW | 1940             | 1943           | модифікація А5 з більшої дальності для Крігсмаріне проект закрито 1943                                          |                                                             |  |
| 23 | Aggregat 8                    | Вернер фон Браун                               | Heeresversuchsanstalt Peenemünde    | рідкопаливний ракетний двигун EMW | 1944/45          |                | модифікація А4 проект не реаллізовано                                                                           | Super-V2                                                    |  |
| 24 | Aggregat 9                    | Вернер фон Браун                               | Heeresversuchsanstalt Peenemünde    | рідкопаливний ракетний двигун EMW | 1939             | січень 1945    | 1св міжконентальна ракета (проект) друга ступінь міжконентальної ракети                                         |                                                             |  |
| 25 | Aggregat 10 Amerika-Rakete    | Вернер фон Браун                               | Heeresversuchsanstalt Peenemünde    | рідкопаливний ракетний двигун EMW | 1940             |                | 1св міжконентальна ракета (проект) перша ступінь міжконентальної ракети (проект)                                |                                                             |  |

### 

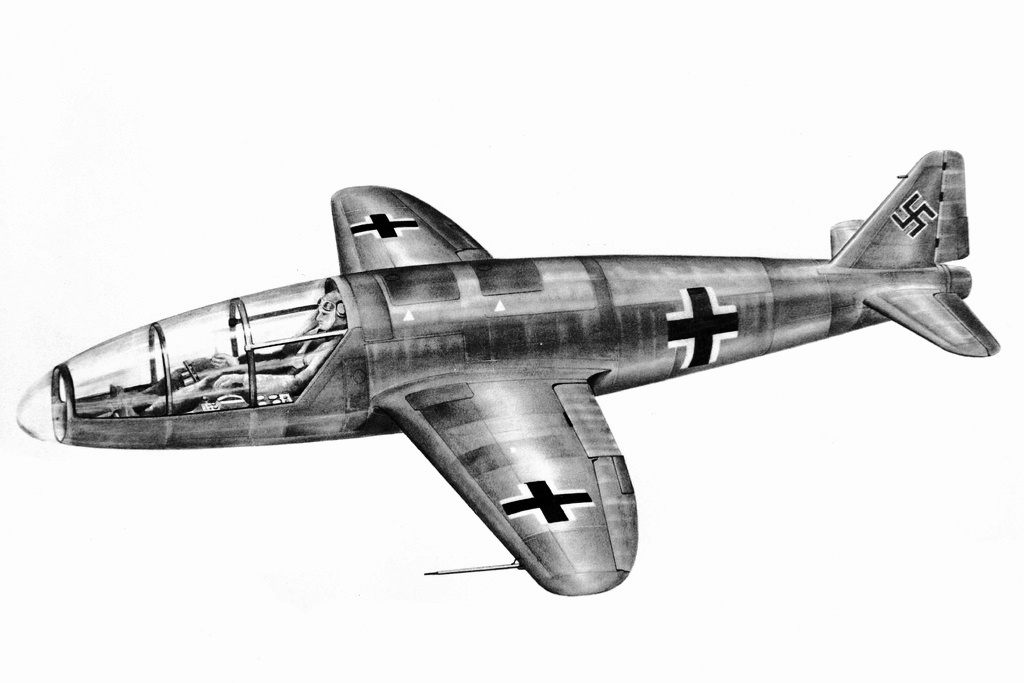
Heinkel Нe 176 перший у світі ракетний літак
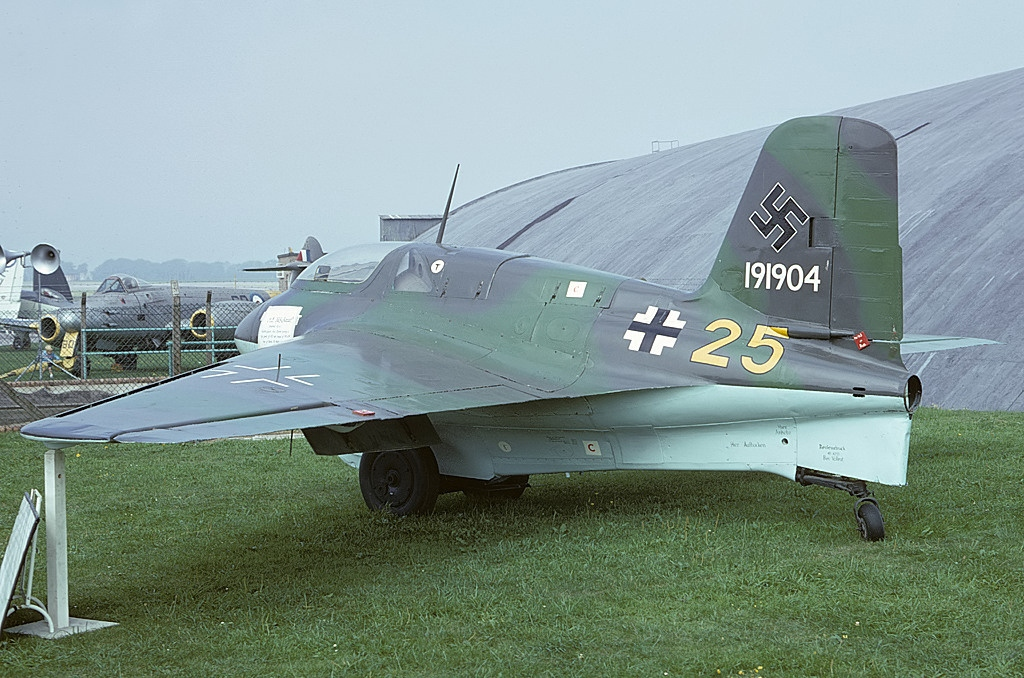
Messerschmitt Me-163 перший літак, що перевищив 1000 км/год
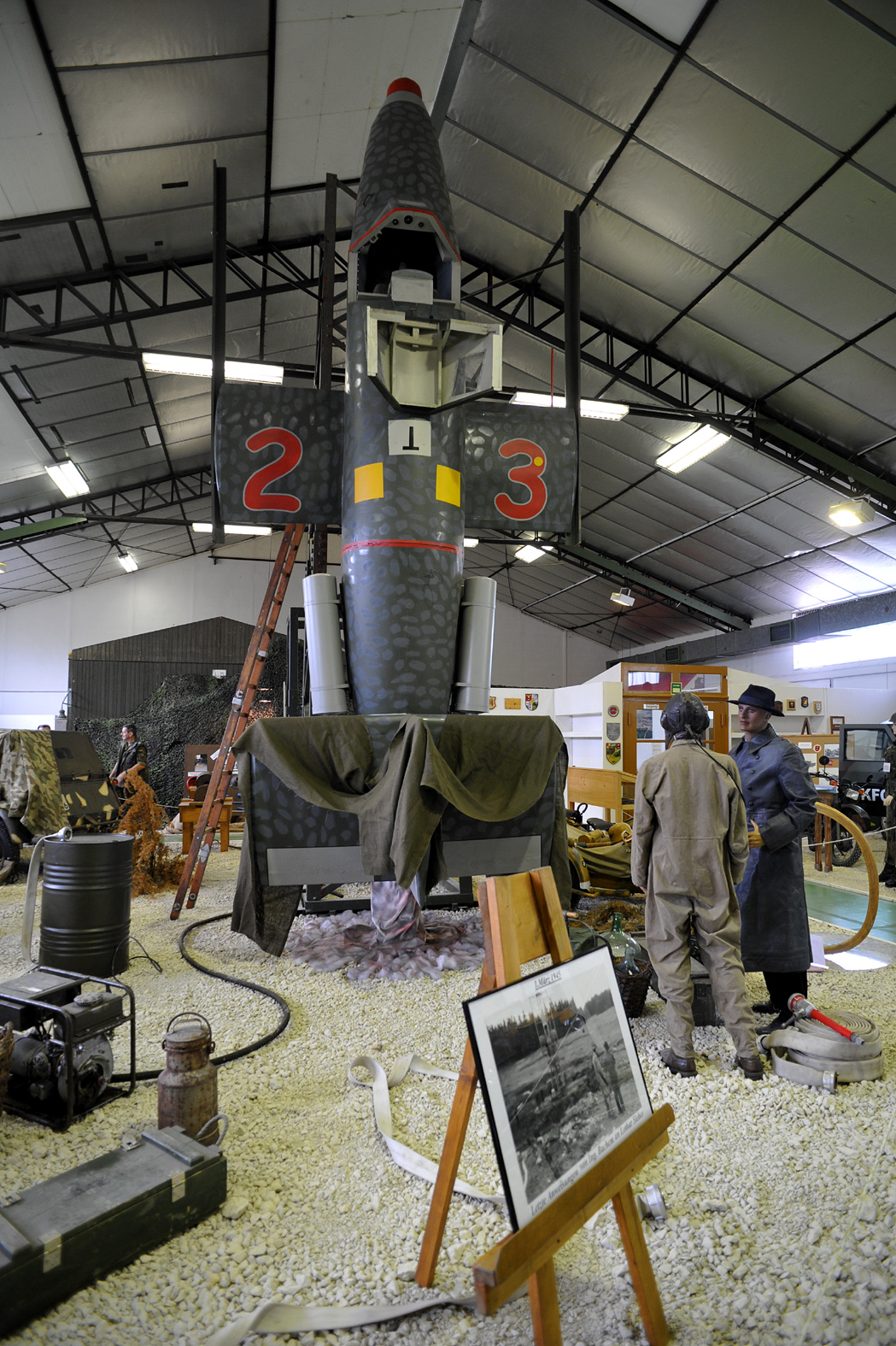
Bachem Ba 349 перша у світі пілотована ракета
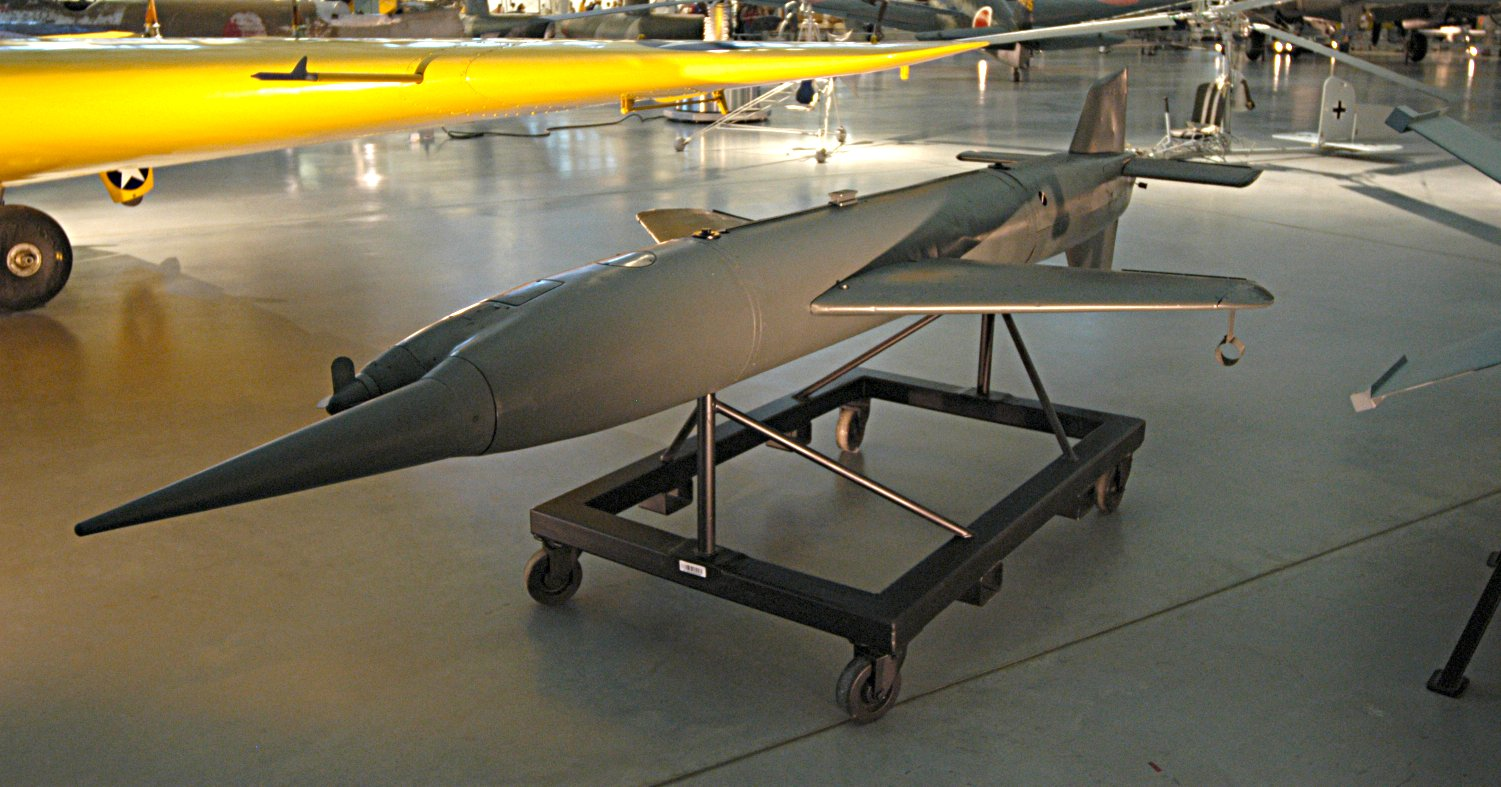
Schmetterling радіокерована зенітна ракета
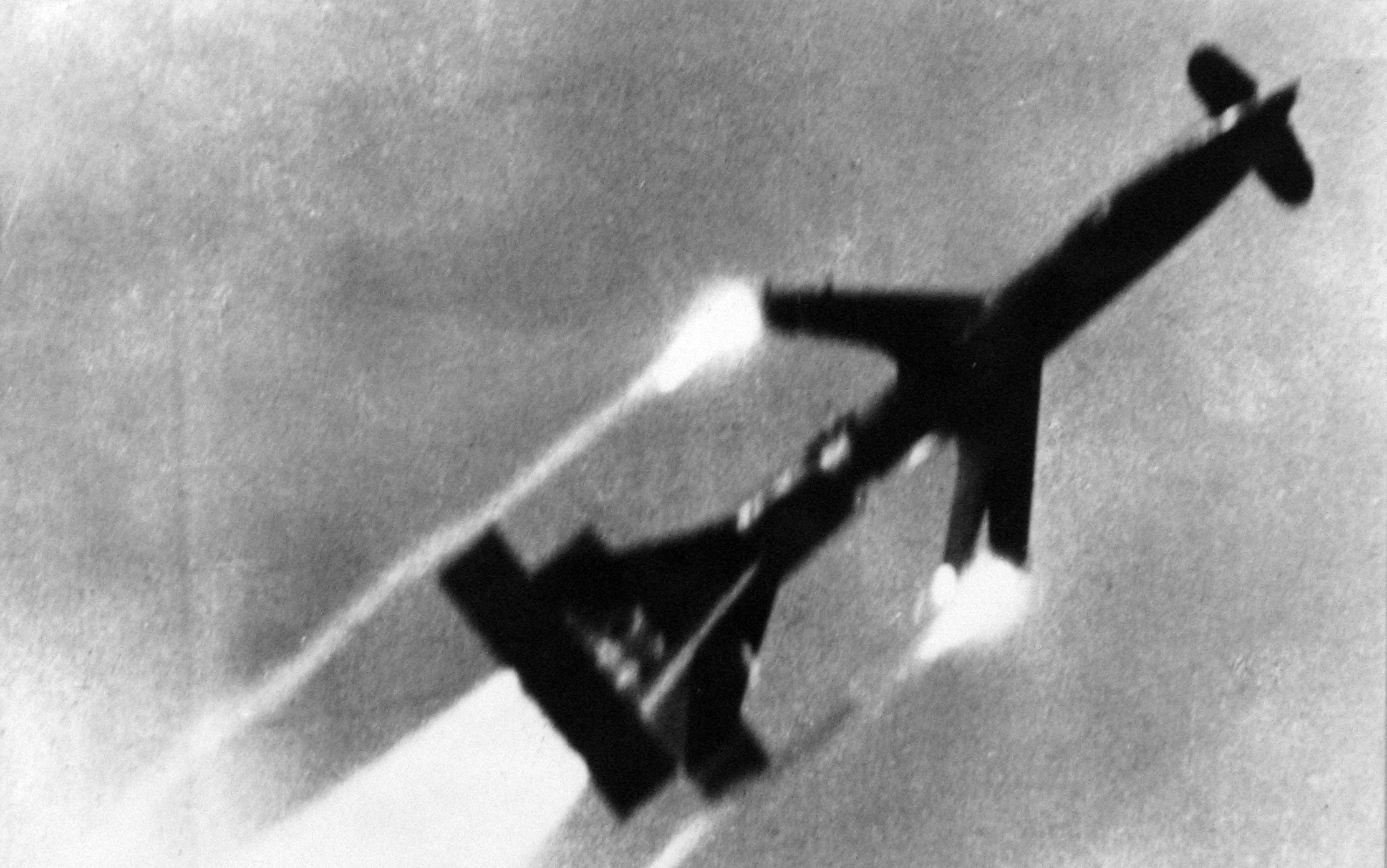
Rheintochter 1 перша у світі твердопаливна двоступінчаста зенітна ракета
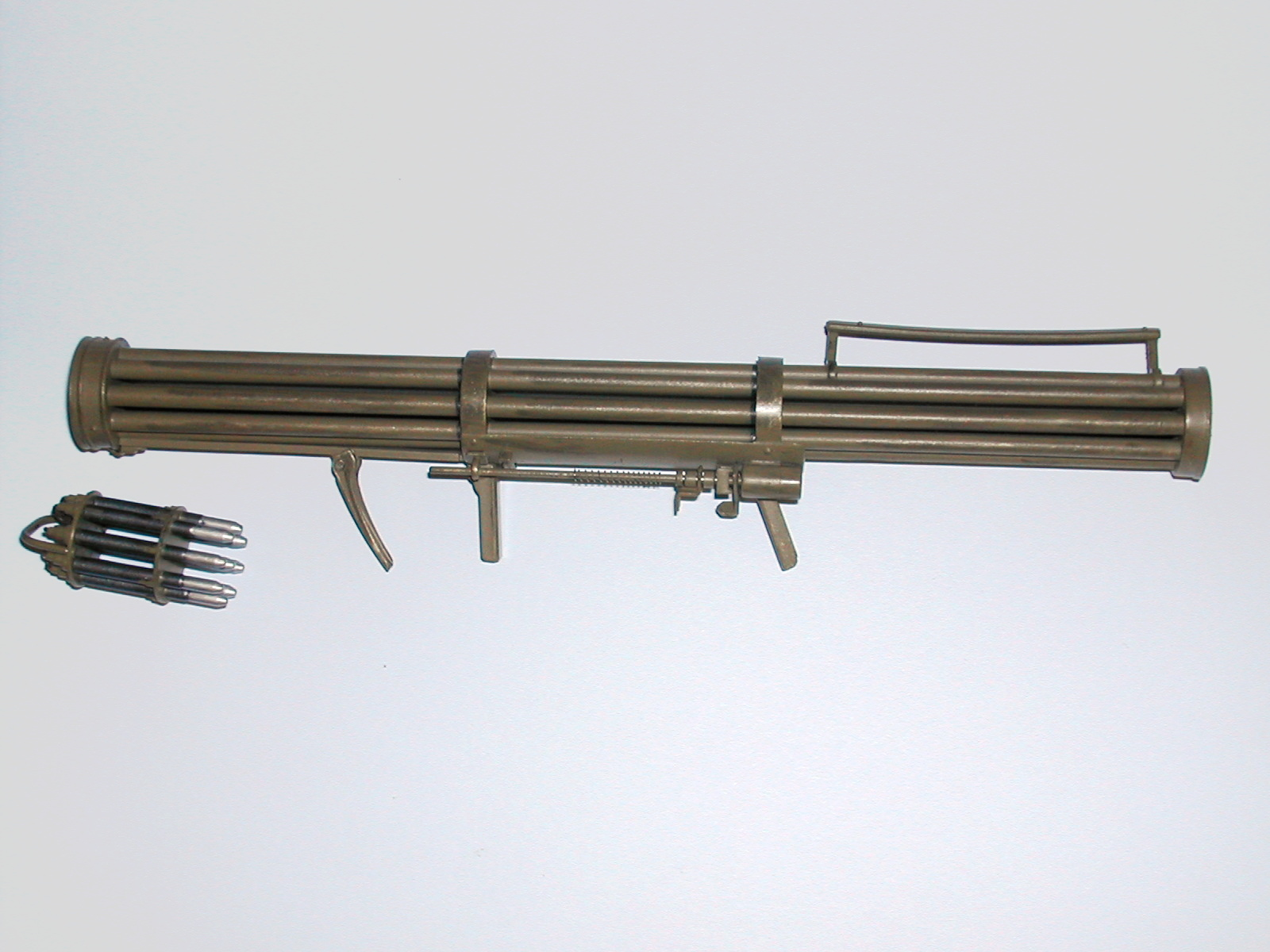
Fliegerfaust перший у світі переносний зенітний ракетний комплекс
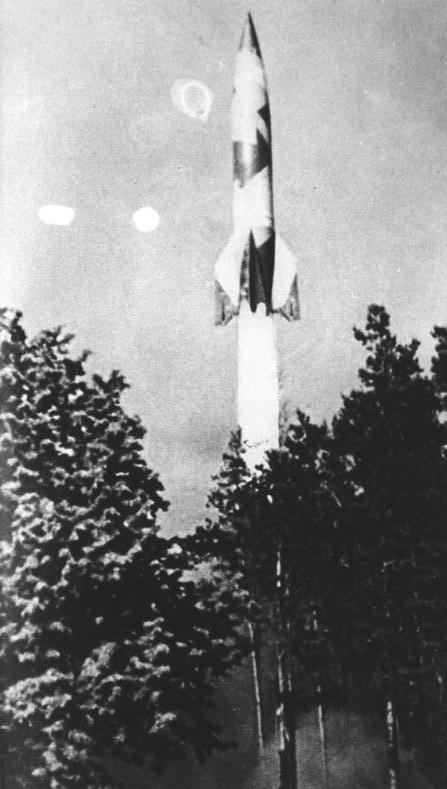
Aggregat-4 (V-2) перша у світі балістична ракета
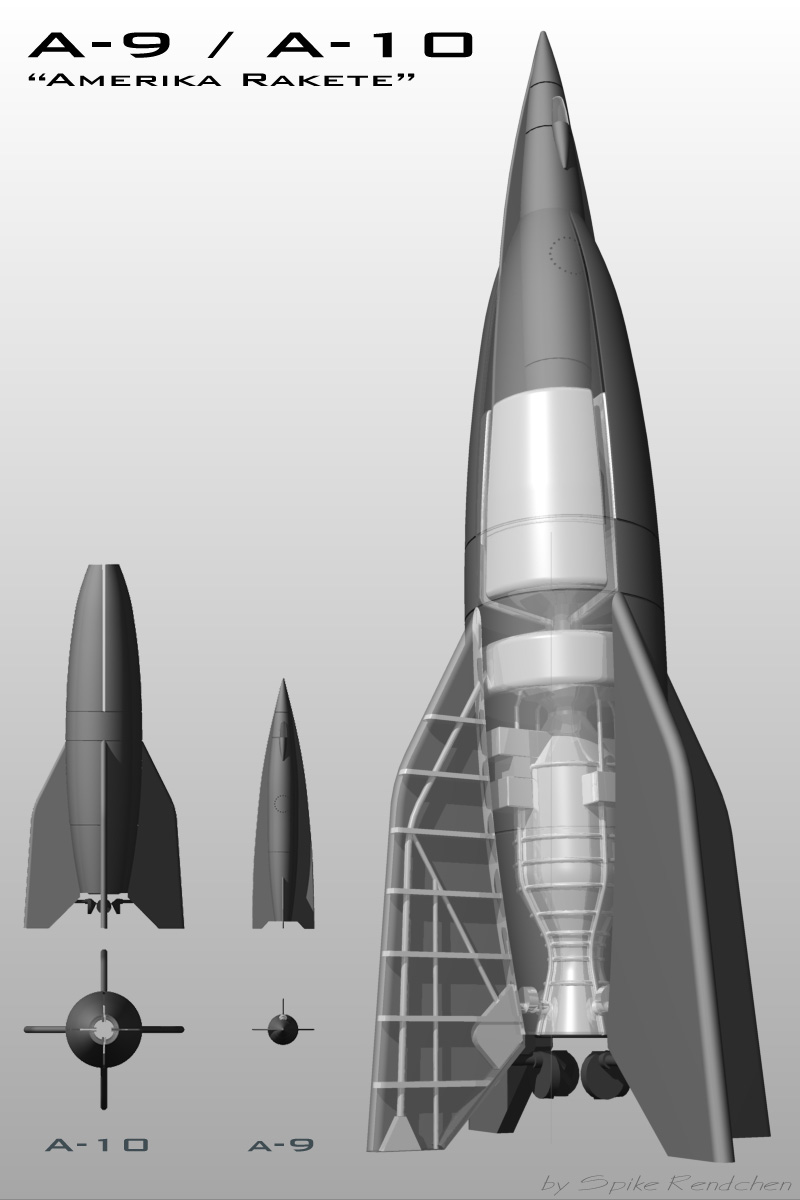
Міжконтинентальна балістична ракета